# Zuidelijke heidelibel
De zuidelijke heidelibel (Sympetrum meridionale) is een echte libel (Anisoptera) uit de familie van de korenbouten (Libellulidae). De soort is in Zuid-Europa algemeen en breidt zich naar het noorden uit. In Nederland is hij nog zeer zeldzaam. De wetenschappelijke naam van de soort werd in 1841 als Libellula meridionalis gepubliceerd door Edmond de Sélys Longchamps.

## Kenmerken
De zuidelijke heidelibel is een slanke en zeer bleek ogende heidelibel, met minder zwarte tekening op poten, borststuk, achterlijf en kop dan andere soorten. De poten zijn geel met slechts smalle zwarte strepen. De zijkanten van het borststuk zijn eenkleurig geel, met slechts hele dunne zwarte naden. Uitgekleurde mannetjes krijgen een helder rood achterlijf, met weinig of geen zwarte vlekjes aan de bovenkant en zijkanten. De voorste vleugeladers zijn rood. Jonge mannetjes en de vrouwtjes hebben een geel tot oranje achterlijf, later strokleurig. Door het gele borststuk en de gele poten maken ze een egaal gele indruk. De voorste vleugeladers zijn geel. De legschede van het vrouwtje steekt nauwelijks uit, zodat deze bijna niet zichtbaar is in zijaanzicht. De lichaamslengte van volwassen dieren ligt tussen 35 en 40 millimeter.
De larve is 14–17 mm lang.

## Vliegtijd
In Nederland is de vliegtijd waargenomen van begin juli tot begin oktober, maar door het beperkte aantal waarnemingen is er nog geen compleet beeld van de vliegtijd. In het zuidelijk deel van het verspreidingsgebied vliegt de libel waarschijnlijk het hele jaar door in diverse generaties.

## Gedrag en voortplanting
Zuidelijke heidelibellen vertonen ongeveer hetzelfde gedrag als de meeste andere heidelibellen. De larven leven tussen waterplanten of op de bodem. Jonge dieren zijn in de wijde omtrek van het voortplantingswater aan te treffen op beschutte plaatsen. Geslachtsrijpe mannetjes vliegen bij het water en gaan regelmatig zitten op uitstekende stengels in de oevervegetatie. Ze speuren naar vrouwtjes voor de paring. Mannetjes die dichtbij komen worden meestal verjaagd. De eitjes worden vliegend in tandempositie afgezet aan het wateroppervlak, of op modderige plekken op de oever.
De ontwikkelingsduur van de eieren en larven is sterk afhankelijk van de watertemperatuur. In Zuid-Europa heeft de zuidelijke heidelibel meerdere generaties en vindt voortplanting waarschijnlijk het hele jaar door plaats. In meer gematigde streken (waaronder Nederland) overwintert de soort waarschijnlijk in het eistadium en komen één, hooguit twee generaties per jaar voor. Vers uitgeslopen dieren zijn in Nederland waargenomen in de periode juli tot en met september.

## Habitat
De habitat van de zuidelijke heidelibel bestaat uit ondiepe, stilstaande en in de volle zon gelegen wateren met een uitgebreide water- en oevervegetatie. In Zuid-Europa zijn de voortplantingswateren in veel gevallen slechts enkele vierkante meters groot. Vergelijkbare plaatsen in Nederland zijn vooral te vinden in de duinen (zoals Voornes Duin) en op de hogere zandgronden.

## Verspreiding en voorkomen
De soort komt voor in het zuidelijke deel van het Palearctisch gebied, oostelijk tot in Zuidoost-Siberië, zuidelijk tot in Noord-Afrika. In grote delen van Zuid-Europa is de soort algemeen, maar vreemd genoeg schaars op het Iberisch Schiereiland. De noordgrens van het verspreidingsgebied loopt normaal gesproken door België, Zuid-Duitsland, Oostenrijk, Tsjechië, Zuid-Polen en Oekraïne. De soort breidt zich echter naar het noorden uit: invasies bereiken in sommige jaren Zuid-Engeland, Nederland, Noord-Duitsland en Noord-Polen. In Nederland is de zuidelijke heidelibel een zeer zeldzame zwerver, die waargenomen is van Limburg tot Friesland en van de duinen tot in Twente. In de duinen bij Voorne en Rockanje zijn de meeste exemplaren gezien, waaronder vers uitgeslopen dieren. Of de zuidelijke heidelibel zich definitief in Nederland heeft kunnen vestigen moet nog blijken.

## Verwante en gelijkende soorten
De veel algemenere bruinrode (Sympetrum striolatum) en steenrode heidelibel (Sympetrum vulgatum) zijn erg moeilijk van de zuidelijke heidelibel te onderscheiden, omdat zij ook geel op de poten en globaal dezelfde lichaamskleur hebben. De zwarte naden op de borststukzijden zijn bij beide soorten echter veel dikker en nadrukkelijker aanwezig. De poten hebben meer zwart en ook op de bovenkant en zijkanten van het achterlijf staan meer zwarte vlekjes. De vleugeladers zijn niet of minder opvallend rood of geel, en het zwarte dwarsstreepje tussen de ogen is breder. Bij de steenrode heidelibel loopt dit streepje bovendien langs de oogranden naar beneden. De vrouwtjes van beide soorten hebben tot slot een duidelijker zichtbare legschede (zijaanzicht). In het larvestadium is verwarring mogelijk met dezelfde soorten en met de bloedrode heidelibel (Sympetrum sanguineum).

## Bedreigingen en bescherming
De zuidelijke heidelibel staat op de Rode Lijst van de IUCN als niet bedreigd, beoordelingsjaar 2013.